# Република (булевард във Варна)
Вижте пояснителната страница за други значения на Република.
„Република“ е булевард в промишлената зона на Варна и жилищните квартали Трошево, Младост и Възраждане. Той е пряк маршрут, свързващ от юг на север крайезерната ул. „Девня" с четирите успоредни артерии бул. „Владислав Варненчик“, бул. „Сливница“, бул. „Цар Освободител“ и бул. „Трети март“.

## Обекти
Западна страна
- Практикер – Варна
- ИКЕА – Варна
- Медицински център „Младост“
- Търговски център „Явор“

Източна страна
- ЦДГ 3 „Детско градче“
- СОУ „Гео Милев“
- „Кауфланд“ – Възраждане